# Еффінгем (округ, Джорджія)
Шаблон:StateAbbr_ 32°22′ пн. ш. 81°20′ зх. д. / 32.37° пн. ш. 81.34° зх. д.
Округ Еффінгем (англ. Effingham County) — округ (графство) у штаті Джорджія, США. Ідентифікатор округу 13103.

## Історія
Округ утворений 1777 року.

## Демографія
За даними перепису
2000 року
загальне населення округу становило 37535 осіб, зокрема міського населення було 9175, а сільського — 28360.
Серед мешканців округу чоловіків було 18646, а жінок — 18889. В окрузі було 13151 домогосподарство, 10490 родин, які мешкали в 14169 будинках.
Середній розмір родини становив 3,18.
Віковий розподіл населення поданий у таблиці:
| Стать    | До 15 років | 15-21 | 22-29 | 30-39 | 40-49 | 50-65 | 65-85 | Понад 85 |
| -------- | ----------- | ----- | ----- | ----- | ----- | ----- | ----- | -------- |
| Чоловіки | 4745        | 1943  | 1779  | 3050  | 3097  | 2752  | 1198  | 82       |
| Жінки    | 4512        | 1889  | 1909  | 3227  | 3018  | 2598  | 1528  | 208      |

## Суміжні округи
- Гемптон, Південна Кароліна — північ
- Джеспер, Південна Кароліна — північний схід
- Четем — південний схід
- Браян — південь
- Буллок — захід
- Скревен — північний захід

## Виноски
1. ↑  U.S. Decennial Census. United States Census Bureau. Архів оригіналу за 26 квітня 2015. Процитовано 22 червня 2014.
2. ↑  Historical Census Browser. University of Virginia Library. Архів оригіналу за 11 серпня 2012. Процитовано 22 червня 2014.
3. ↑  Population of Counties by Decennial Census: 1900 to 1990. United States Census Bureau. Архів оригіналу за 2 лютого 2019. Процитовано 22 червня 2014.
4. ↑  Census 2000 PHC-T-4. Ranking Tables for Counties: 1990 and 2000 (PDF). United States Census Bureau. Архів оригіналу (PDF) за 18 грудня 2014. Процитовано 22 червня 2014.
5. ↑  State & County QuickFacts. United States Census Bureau. Архів оригіналу за 3 липня 2011. Процитовано 22 червня 2014.(англ.) Наведено за англійською вікіпедією.
6. ↑  American FactFinder. Бюро перепису населення США. Архів оригіналу за 21 травня 2008. Процитовано 31 січня 2008.

| США | Це незавершена стаття з географії США. Ви можете допомогти проєкту, виправивши або дописавши її. |